# Bahnhof Zürich Wollishofen
Der Bahnhof Zürich Wollishofen ist einer der dreizehn SBB-Bahnhöfe auf dem Gebiet der Stadt Zürich und liegt im gleichnamigen Quartier Wollishofen.

## Geschichte

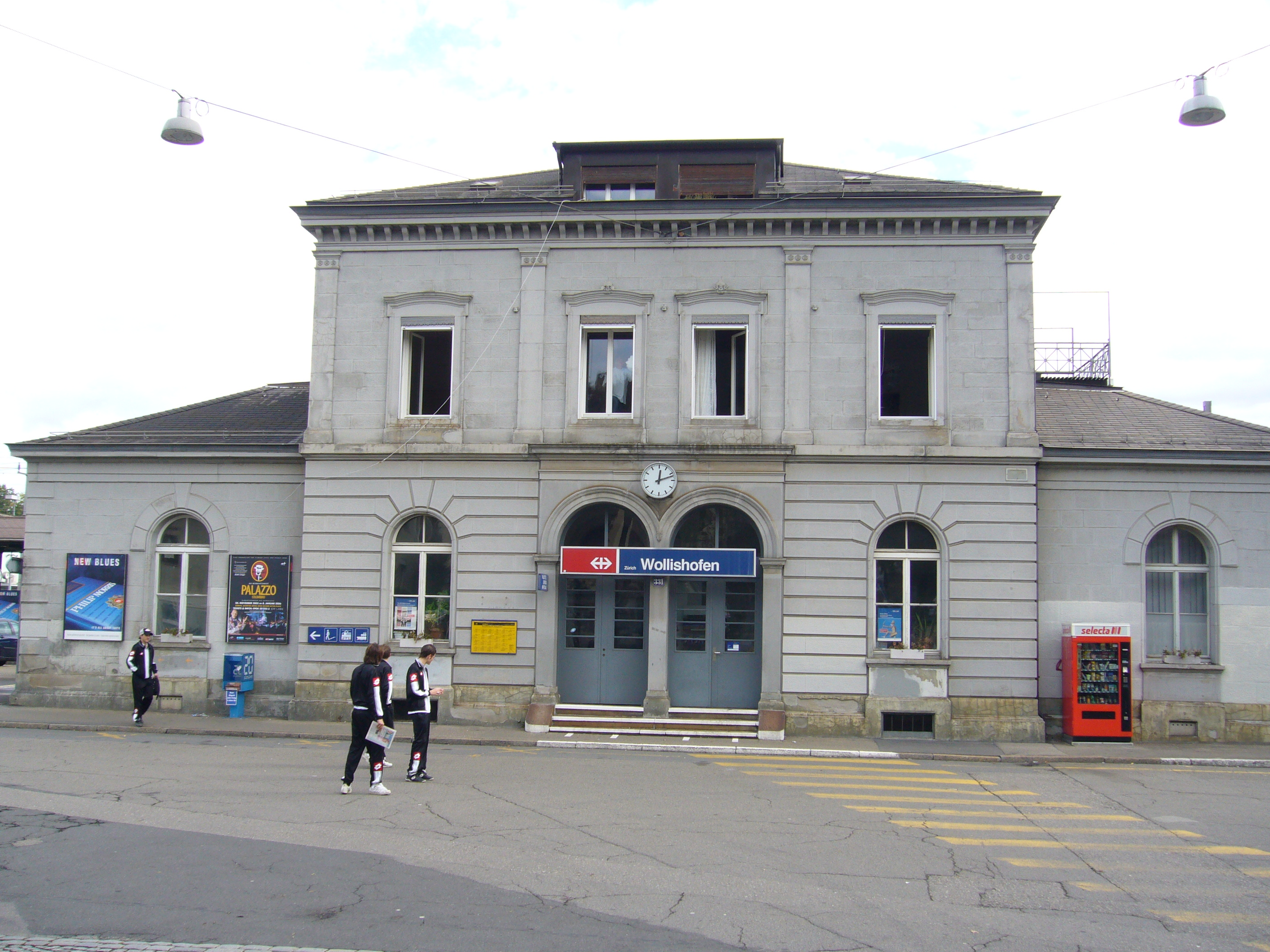
Bahnhofsgebäude: Westansicht vor der Renovation 2005

Die erste Bahnstation Wollishofen wurde 1875 errichtet, mit der Eröffnung der linksufrigen Zürichseebahn der Schweizerischen Nordostbahn (NOB) von Zürich Hauptbahnhof über Thalwil, Pfäffikon SZ und Ziegelbrücke nach Näfels.
Die Seebahn wurde 1897 mit dem Durchstich des Zimmerbergs zum Gotthardbahn-Zubringer; zu diesem Anlass erhielt Wollishofen sein zweites Bahnhofsgebäude, welches bis heute dort steht. Das Gebäude war allerdings kein Neubau, sondern der erste, zwischen 1863 und 1864 erbaute Bahnhof Zug von Architekt Jakob Friedrich Wanner. Durch den Bau der Gotthardbahn erhielt Zug einen neuen Keilbahnhof, und die NOB verlegte den ursprünglichen Bau nach Wollishofen.
Das steigende Verkehrsaufkommen zwang Anfang des 20. Jahrhunderts die SBB dazu, die Seebahn auf dem Gebiet der Stadt Zürich zu verlegen. Die Seebahn wurde zwischen dem Vorfeld des Hauptbahnhofs und Wollishofen in Tieflage versetzt und elektrifiziert. Während Wiedikon und Enge neue Bahnhöfe erhielten, wurde in Wollishofen nur die Gleisanlage angepasst. Die doppelspurige Seebahn erreicht von Enge her den Bahnhof Wollishofen durch den neuen Enge-Tunnel (903 m) und einen grosszügig abgetragenen Einschnitt, wo der alte Streckenverlauf erreicht wird. Südlich des Bahnhofs verläuft die Doppelspur seit ihrer Eröffnung unverändert nach Kilchberg.

## S-Bahn Zürich
Seit Einführung der S-Bahn Zürich wird der Bahnhof Zürich Wollishofen ausschliesslich von S-Bahn-Zügen bedient.
- S 8 Winterthur – Wallisellen – Zürich HB – Thalwil – Pfäffikon SZ
- S 24 Thayngen – Schaffhausen/Weinfelden – Winterthur – Zürich Flughafen – Zürich HB – Thalwil – Horgen Oberdorf – Zug
- SN8 Pfäffikon ZH – Wallisellen – Zürich HB – Thalwil – Lachen

Distanzen zu den nächstgelegenen Bahnhöfen
- Zürich Enge (1880 m)
- Kilchberg (2830 m)

## Nahverkehr

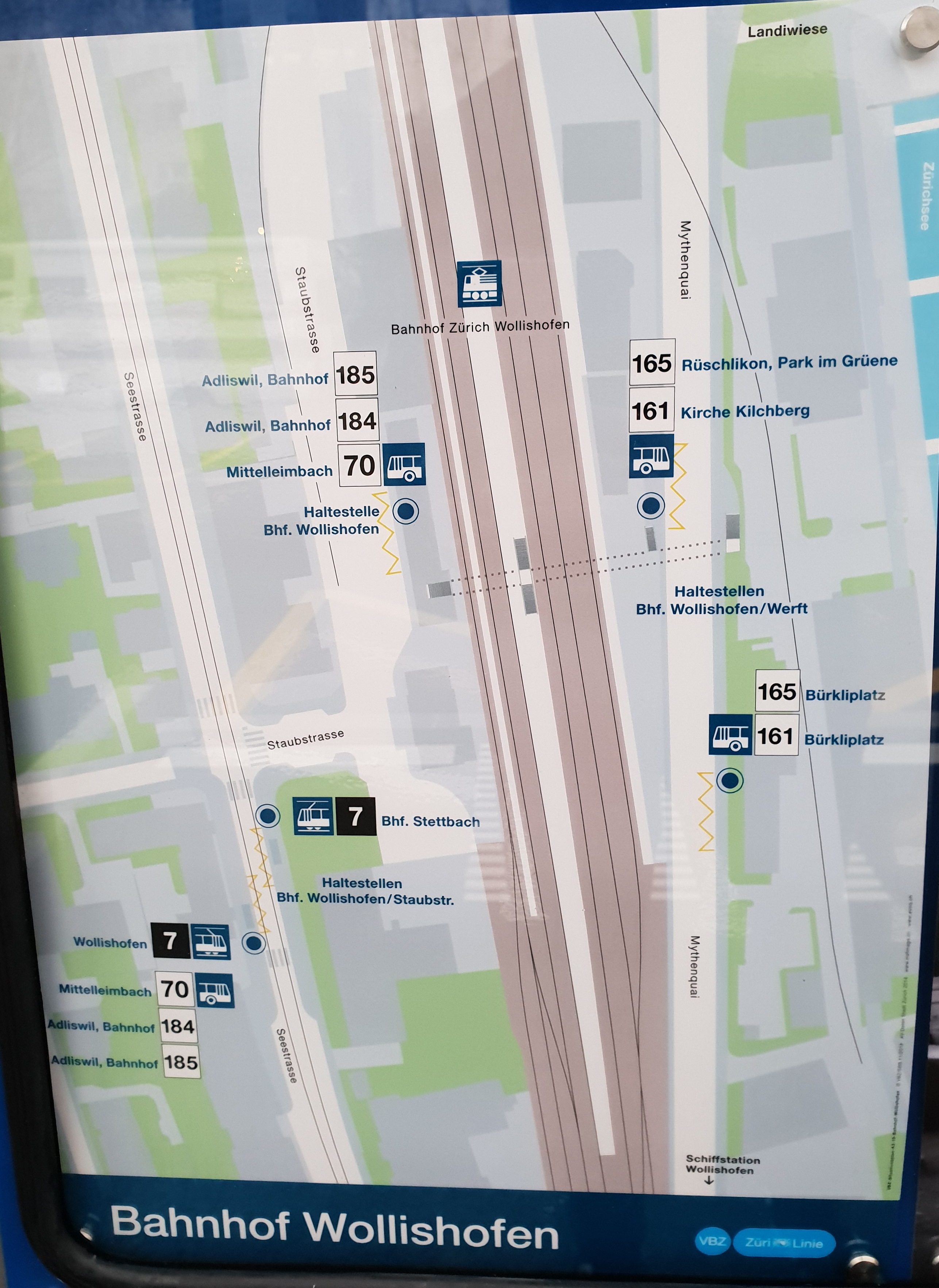
Bahnhof Wollishofen mit VBZ-Linien in Übersicht (2018)

Im Nahverkehr erschlossen wird der Bahnhof hangseitig von der Tramlinie 7 sowie seeseitig von den Buslinien 161 und 165 der Verkehrsbetriebe Zürich. Mit Bau eines Wendeplatzes und der Bushaltestellen auf dem Vorplatz wurden die Linien 70, 184 und 185 im Dezember 2018 vom Morgental respektive Wollishoferplatz her zum Bahnhof verlängert.
Bahnhof Wollishofen/Staubstrasse
- 7 Bahnhof Stettbach – Milchbuck – Bahnhofstrasse/HB – Bahnhof Enge – Wollishoferplatz

Bahnhof Wollishofen
- 70 Bahnhof Wollishofen – Mittelleimbach
- 184 Bahnhof Wollishofen – Bahnhof Adliswil
- 185 Bahnhof Wollishofen – Spital Kilchberg – Bahnhof Adliswil

Bahnhof Wollishofen/Werft
- 161 Zürich Bürkliplatz – Kirche Kilchberg
- 165 Zürich Bürkliplatz – Park im Grüene (Rüschlikon)

## Gleisanlage
Der Bahnhof verfügt im Perronbereich über sechs Gleise. Die Seebahn-Doppelspur bildet die Gleise 3 und 4, die über einen gemeinsamen 300 Meter langen Mittelperron verfügen, der auf einer Länge von 200 Metern auf die heutige Normhöhe von 55 cm erhöht wurde. Westlich der Gleisanlage steht das Aufnahmegebäude und der letzte noch stehende Güterschuppen, an diesen führt das kaum mehr genutzte Gleis 1 vorbei, welches als Strassengleis im Hausperron verlegt ist; am Hausperron liegt Gleis 2, welches im Personenverkehr nicht mehr genutzt wird. Östlich der Hauptstrecke verläuft Gleis 5, welches als Durchfahrtsgleis ausgebildet ist, und schliesslich Gleis 6, welches über einen relativ neuen 200 Meter langen Seitenperron verfügt, wo tagsüber meist ein Reservezug abgestellt wird.
Die Gleisanlage weist trotz Rückbauten heute noch die für den Güterverkehr notwendigen Rangier- und Manövergleise auf, daneben sind auch Abstell- und Anschlussgleise vorhanden. Dass die Anlage bis ins 21. Jahrhundert überlebt hat, ist neben dem lokalen Gewerbe auch dem Umstand zuzurechnen, dass seit der Tieferlegung der Seebahn die Bahnhöfe Wiedikon und Enge für den Güterverkehr nicht mehr nutzbar sind. Allerdings nimmt auch hier der lokale Güterverkehr stark ab, und ein erster markanter Eingriff ist östlich des Bahnhofs zu beobachten, wo inzwischen eine Tankstelle zwischen Seestrasse und dem schmalen Perron am Gleis 6 steht.

### Anschlussgleise
Nördlich des Bahnhofs zweigt ein Anschlussgleis nach Osten von der SBB-Strecke ab und überquert das Mythenquai zur Werft der Zürichsee-Schiffahrtsgesellschaft. Eine ehemalige Fortsetzung zum Betonwerk und Kiesumschlagplatz Wollishofen der KIBAG ist heute grösstenteils zurückgebaut und nicht mehr befahrbar. Ein weiteres Anschlussgleis führte nach Westen auf den Bahnhofplatz, allerdings ist auch dieses Gleis im Zuge der Einrichtung der Bushaltestelle Bahnhof Wollishofen bereits ausserhalb des Bahnhofplatzes gekappt und grösstenteils überasphaltiert worden.

## Hochbauten
Das Bahnhofsgebäude in Wollishofen wurde Anfang 2007 vollständig renoviert, wird allerdings nicht mehr durch die SBB in seiner ursprünglichen Funktion als Aufnahmegebäude verwendet. Stattdessen wurde im Gebäude ein Restaurant samt Barbetrieb eingerichtet und verpachtet. Im Bereich des heutigen Bahnhofplatzes und des ehemaligen Güterumschlags plant die SBB eine Arealüberbauung mit Wohn- und Einzelhandelsangeboten.

## Bilder

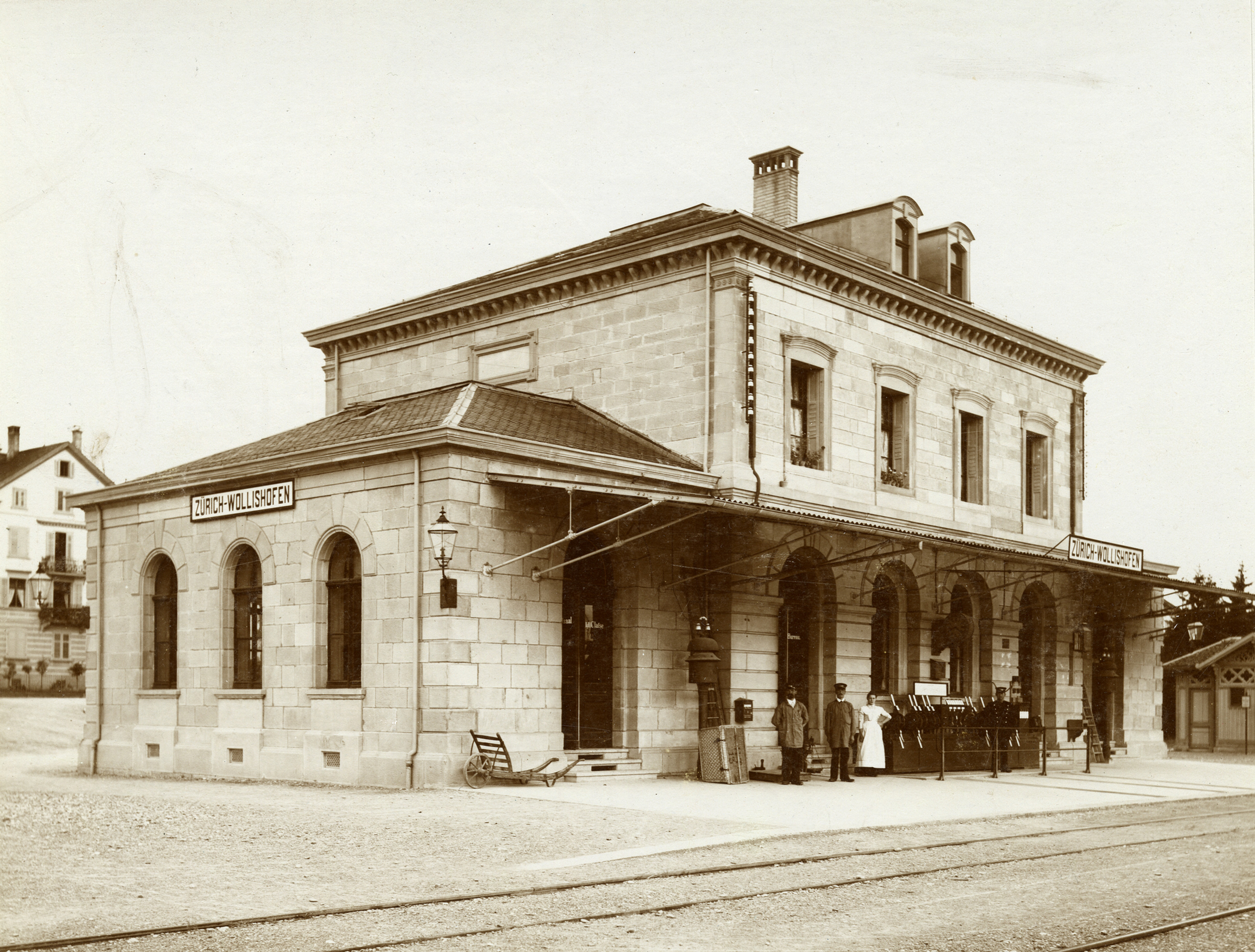
Aufnahmegebäude, Gleisseite (um 1900)
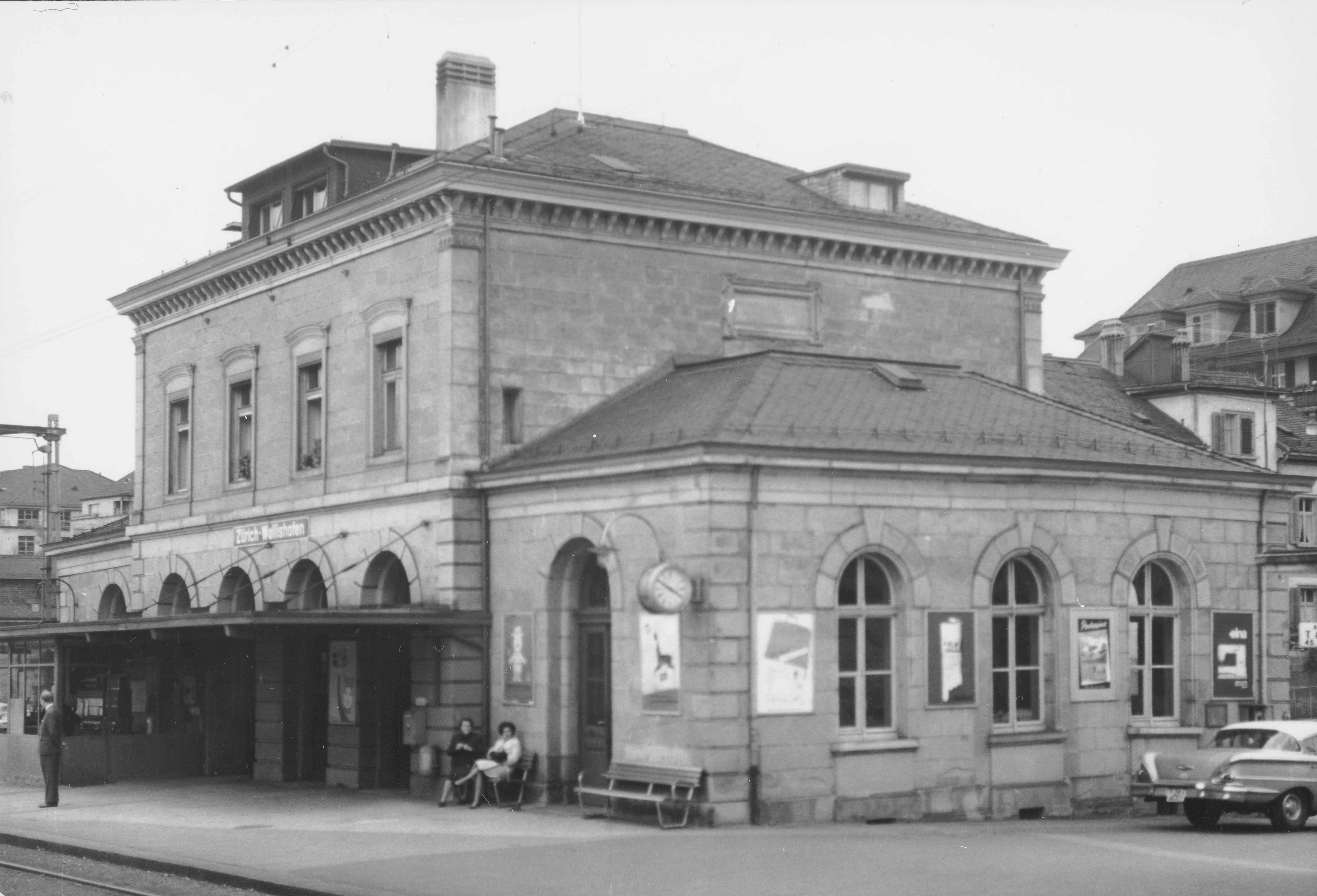
Bahnhofsgebäude, Gleisseite (1963)
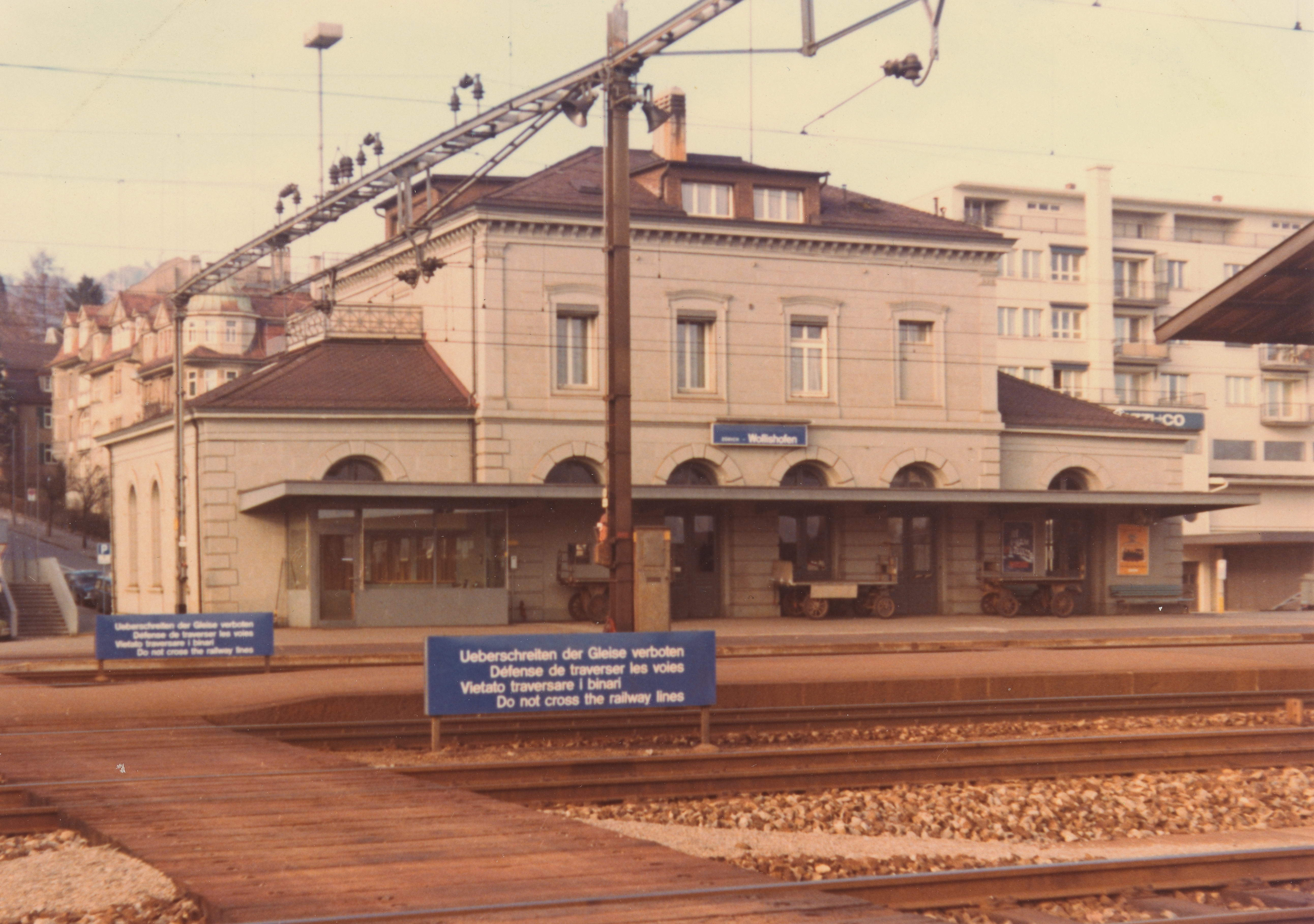
Bahnhofsgebäude, Gleisseite (1980)
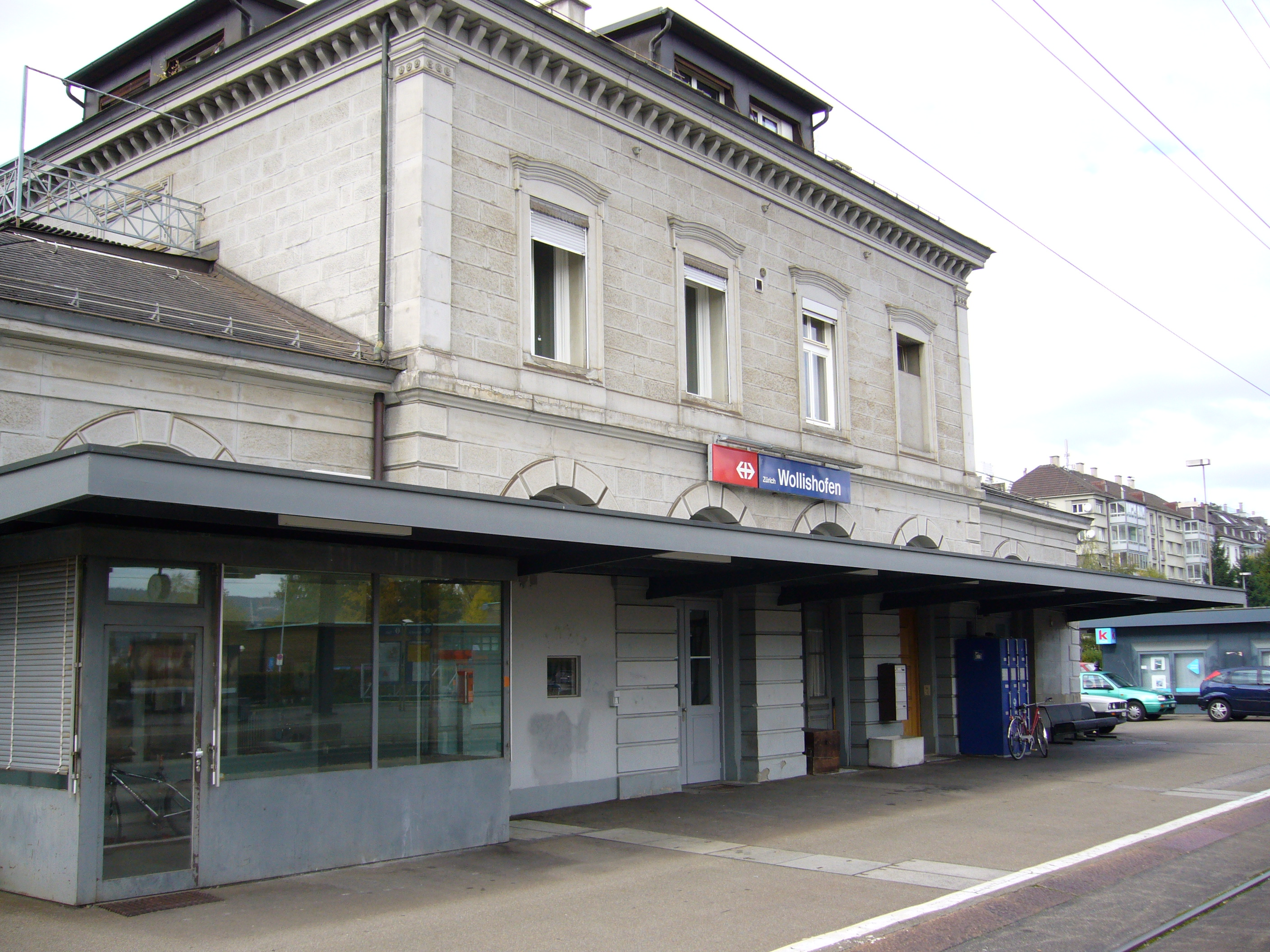
Aufnahmegebäude, Gleisseite (2005)
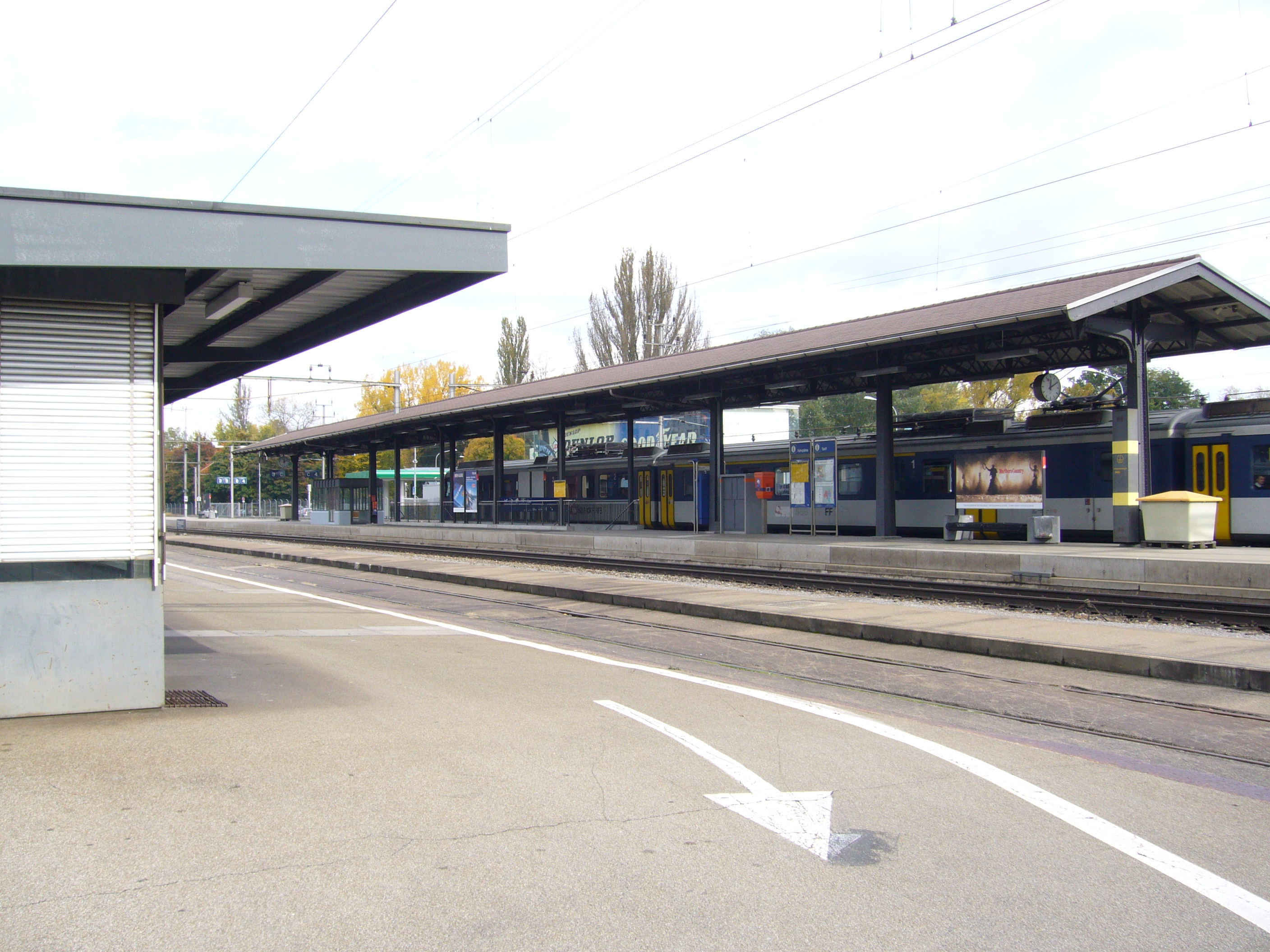
Inselperron Gleise 3/4 (2005)
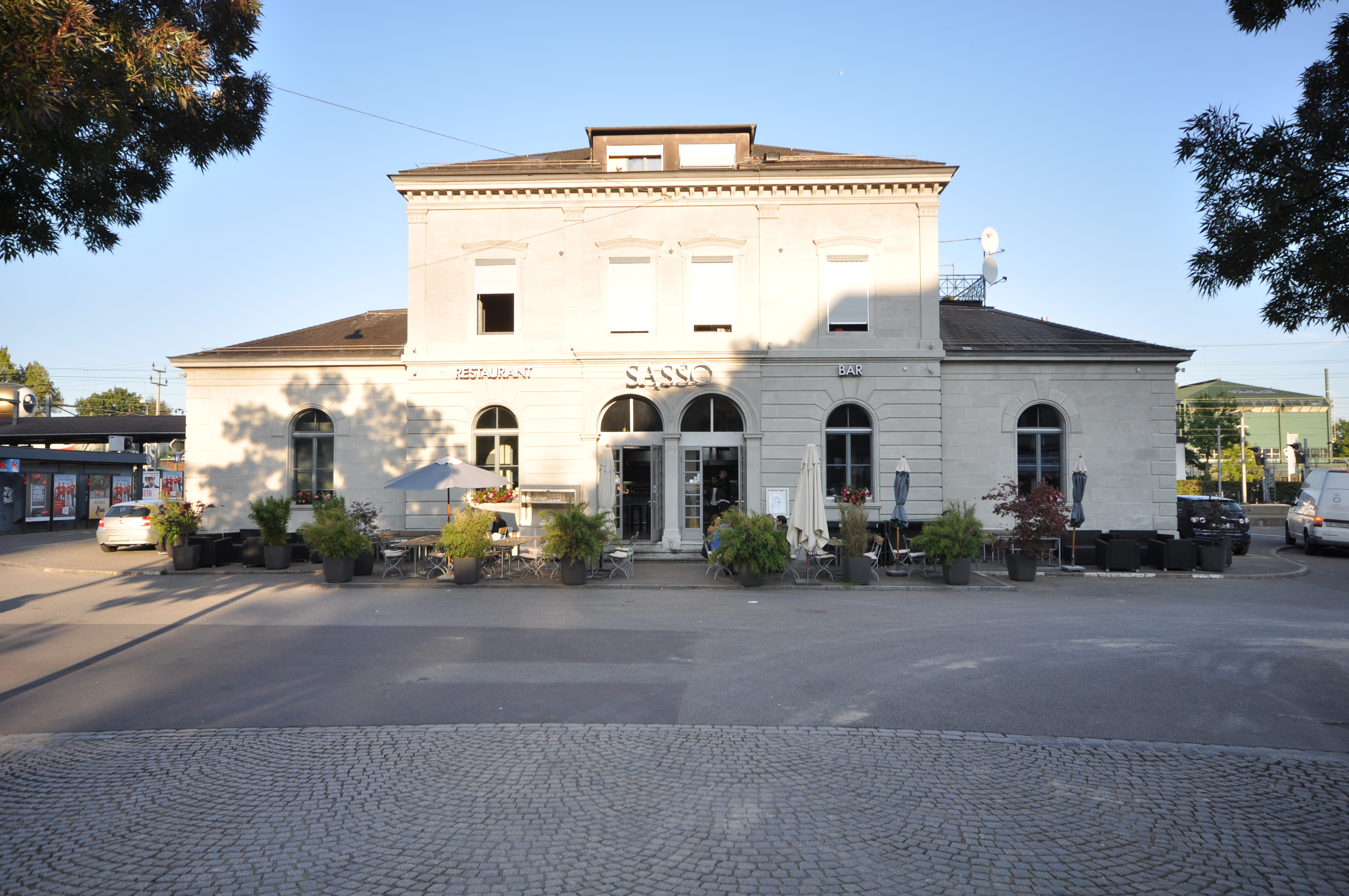
Aufnahmegebäude (2014)